# Municipio de Penn (condado de Madison)
El municipio de Penn (en inglés: Penn Township) es un municipio ubicado en el condado de Madison en el estado estadounidense de Iowa. En el año 2010 tenía una población de 720 habitantes y una densidad poblacional de 7,88 personas por km².

## Geografía
El municipio de Penn se encuentra ubicado en las coordenadas 41°27′35″N 94°11′00″O / 41.45972, -94.18333. Según la Oficina del Censo de los Estados Unidos, el municipio tiene una superficie total de 91.42 km², de la cual 91,38 km² corresponden a tierra firme y (0,04 %) 0,04 km² es agua.

## Demografía
Según el censo de 2010, había 720 personas residiendo en el municipio de Penn. La densidad de población era de 7,88 hab./km². De los 720 habitantes, el municipio de Penn estaba compuesto por el 99,31 % blancos, el 0,28 % eran asiáticos, el 0,14 % eran de otras razas y el 0,28 % eran de una mezcla de razas. Del total de la población el 1,67 % eran hispanos o latinos de cualquier raza.